# Бока д'Ада (Сондрио)
Бока д'Ада је насеље у Италији у округу Сондрио, региону Ломбардија.
Према процени из 2011. у насељу је живело 98 становника. Насеље се налази на надморској висини од 199 м.